# Cobra royal
Ophiophagus hannah
Genre
Espèce
Synonymes
- Hamadryas hannah Cantor, 1836
- Naja bungarus Schlegel, 1837
- Hamadryas ophiophagus Cantor, 1838
- Naja vittata Elliott, 1840
- Hamadryas elaps Günther, 1858
- Naja ingens Van Hasselt, 1882
- Dendraspis hannah borneensis Deraniyagala, 1960
- Dendraspis hannah bungarus Deraniyagala, 1960
- Dendraspis hannah elaps Deraniyagala, 1960
- Dendraspis hannah sinensis Deraniyagala, 1960
- Dendraspis hannah vittata Deraniyagala, 1960
- Dendraspis hannah brunnea Deraniyagala, 1961
- Dendraspis hannah nordicus Deraniyagala, 1961

Statut de conservation UICN

 VU A2acd : Vulnérable
Statut CITES
Ophiophagus hannah, le Cobra royal, unique représentant du genre Ophiophagus, est une espèce de serpents de la famille des Elapidae.

## Étymologie
Le nom de genre, Ophiophagus, vient du grec ophis, « serpent », et phagein, « manger ». Le nom spécifique, hannah, dérive du nom des nymphes arboricoles dans la mythologie grecque.

## Répartition

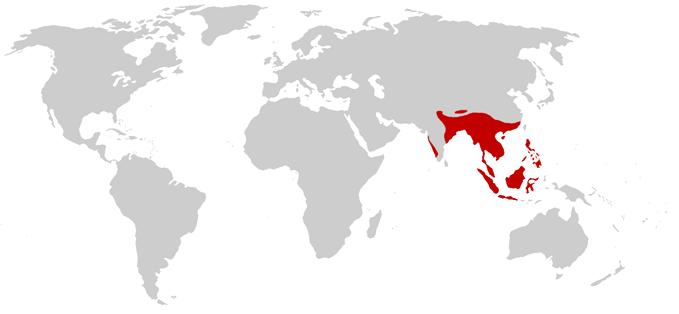
Aire de répartition d'Ophiophagus hannah.

Cette espèce se rencontre :
- en Chine (au Guangxi, au Tibet, au Yunnan, au Sichuan, au Fujian, au Guangdong et à Hainan) ;
- en Inde (au Karnataka, en Orissa, au Bihar, au Bengale-Occidental, en Arunachal Pradesh, au Sikkim et aux îles Andaman) ;
- au Népal ;
- au Bhoutan ;
- au Bangladesh ;
- en Birmanie ;
- en Thaïlande ;
- au Cambodge ;
- au Laos ;
- au Viêt Nam ;
- en Malaisie ;
- à Singapour ;
- en Indonésie (à Sumatra, à Bangka, aux îles Mentawai, aux îles Riau, au Kalimantan, à Sulawesi, à Java et à Bali) ;
- aux Philippines (à Balabac, à Palawan, à Jolo, à Mindanao, à Negros, à Panay, à Mindoro et à Luçon).

## Habitat
Le cobra royal vit le plus souvent dans les forêts tropicales humides, mais aussi dans des forêts de mousson présentant une saison sèche, aussi bien dans les plaines marécageuses que dans les montagnes escarpées. La présence d'eau sous diverses formes est recherchée. Il parcourt aussi les prairies et les cultures adjacentes aux forêts. Il se cantonne souvent aux zones sauvages reculées et peu fréquentées par l'homme. Mais dans certaines régions il est présent jusque dans les forêts et les parcs périurbains voire intra-urbains s'il y est protégé : c'est le cas par exemples à Singapour, à Hongkong ou encore à Katmandou. Les plantations arborées (vergers, palmeraies) peuvent lui être favorables s'il n'y est pas persécuté, ainsi que les campagnes cultivées riches en arbres et bosquets. 
Cette espèce est surtout tropicale mais présente une certaine tolérance aux basses températures. On le trouve habituellement jusqu'à 2000 mètres d'altitude dans l'Himalaya (nord de l'Inde, Népal, Bhoutan, Chine), exceptionnellement 2500 mètres, sous des latitudes subtropicales où le climat à cette altitude connait des hivers marqués avec des gelées et des chutes de neige qui ne sont pas rares et où la végétation présente un faciès de forêt tempérée (présence de feuillus caducifoliés et de conifères),.

## Description

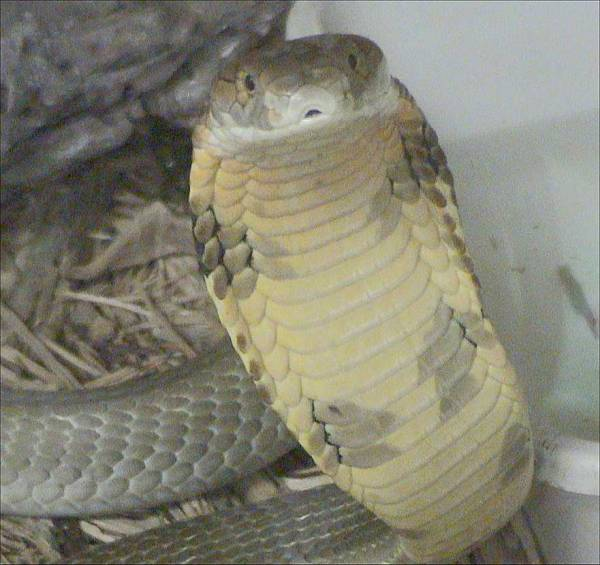
Cobra royal mâle adulte

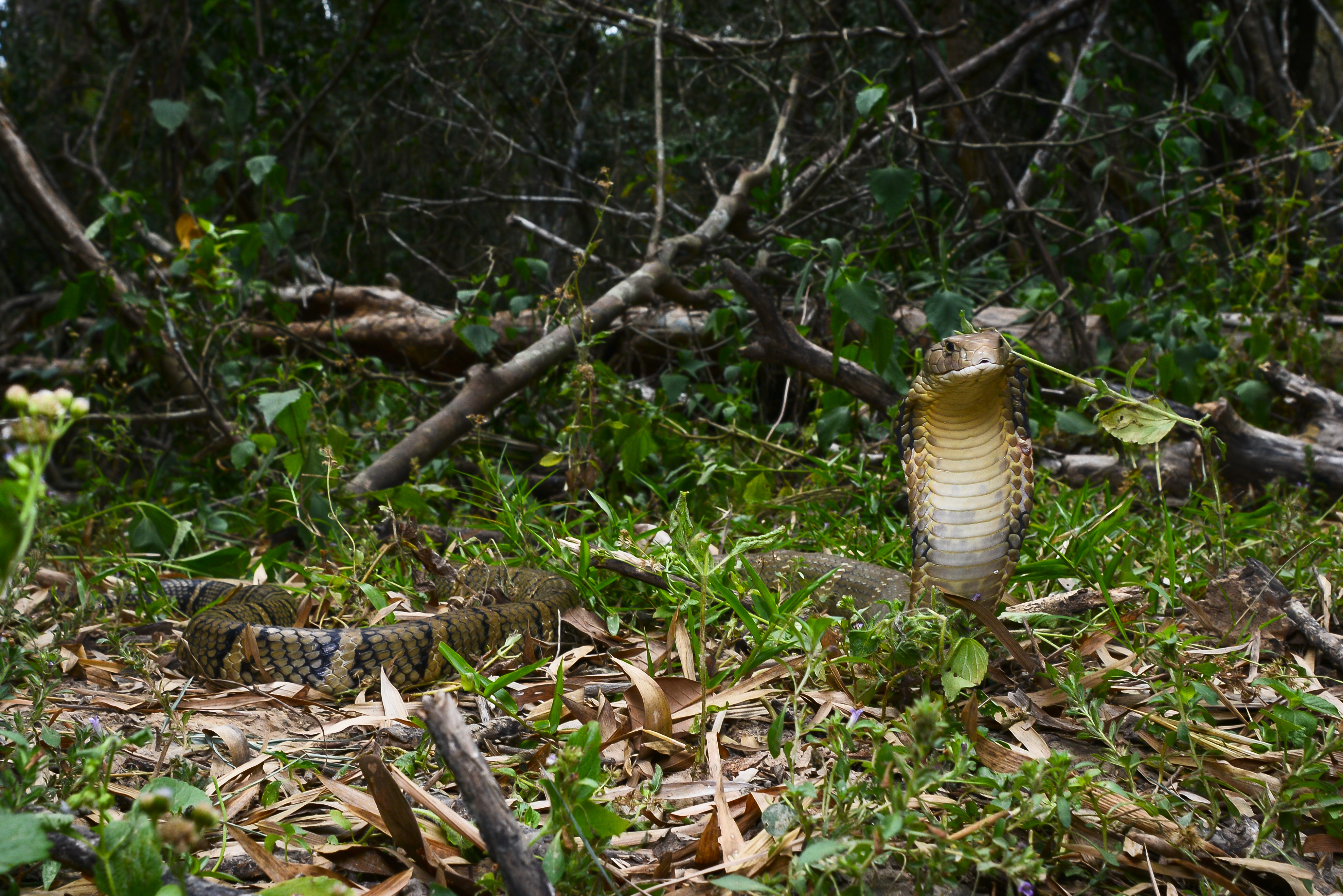
Cobra royal, parc national de Kaeng Krachan, Thaïlande

Le cobra royal est le plus grand serpent venimeux du monde. Il mesure entre 3 et 4 mètres de longueur ; les plus grands individus peuvent atteindre 5,5 mètres ; un spécimen du zoo de Londres a atteint une longueur de 5,71 mètres, la plus importante répertoriée pour cette espèce. Contrairement à la plupart des autres espèces de serpents, le mâle est plus long et plus lourd que la femelle.
Lorsqu'il se sent menacé, il adopte une posture d'intimidation caractéristique en dressant jusqu'à un tiers de la longueur de son corps (entre 1 et 1,8 mètre au-dessus du sol) tout en déployant son capuchon, puis il siffle et souffle : il peut attaquer et même, contrairement aux Naja, poursuivre sa proie dans cette impressionnante position dressée ; toutefois généralement il évite les confrontations et cherche plutôt à s'enfuir ou à se cacher.
Son poids peut atteindre 15 kilos. Sa peau est noire, verdâtre ou brune, souvent avec des bandes transversales blanches ou jaunes ; lorsque le serpent est encore jeune, ces lignes sont plus distinctes[réf. nécessaire].
Le cobra royal peut vivre jusqu'à 20 ans.

## Chasse et régime alimentaire

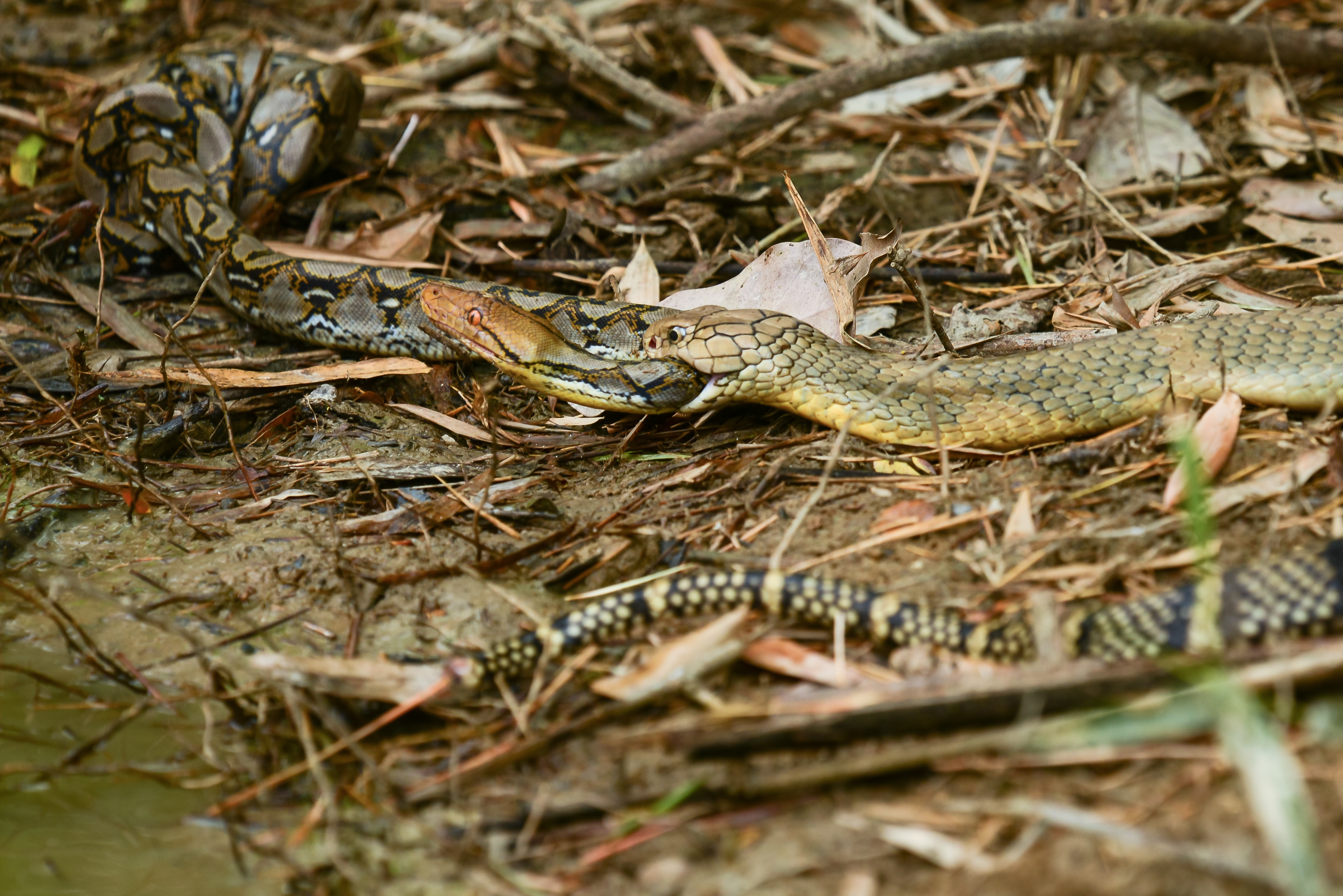
Cobra royal attaquant un python réticulé

Comme l'indique son nom générique (Ophiophagus), le cobra royal est un ophiophage. Son alimentation se compose principalement d'autres serpents,,. 
Il présente également des mœurs cannibales à l'occasion. 
Il peut aussi à l'occasion chasser des lézards et des oiseaux.
Selon les auteurs, le Cobra royal est décrit soit comme diurne, soit comme nocturne ou à la fois diurne et nocturne,. C'est un bon nageur.
Il a peu de prédateurs naturels, bien que les mangoustes soient réputées pour attaquer les jeunes et voler les œufs. 

## Venimosité

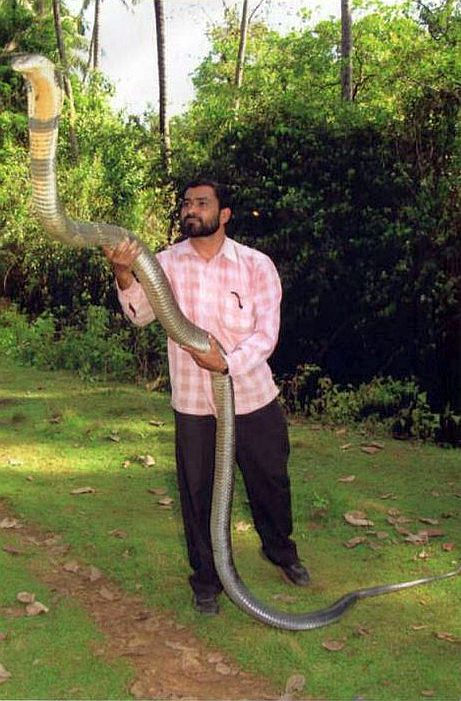
Homme tenant un cobra royal

La dose létale 50 (DL50) du cobra royal est de 1,31 mg/kg en intraveineuse, ce qui fait de son venin l'un des moins toxiques de tous les élapidés, cependant la grande quantité de venin injecté rend la morsure de cette espèce extrêmement dangereuse. On impute toutefois à ce serpent bien moins d'accidents qu'au Cobra indien ou même aux vipéridés du genre Daboia et Echis, responsables de la grande majorité des envenimations en Asie.
Son venin contient une neurotoxine qui attaque le système nerveux de la victime et induit rapidement une vision brouillée, des vertiges et une paralysie faciale. Dans les minutes et les heures qui suivent, le système respiratoire cesse de fonctionner et la victime tombe dans un coma hypoxique. La mort s'ensuit par asphyxie.
Deux types de sérum anti-venin sont réalisés spécifiquement pour traiter les morsures de cobra royal. La Croix-Rouge de Thaïlande en produit un et le Central Research Institute en Inde produit l'autre. Les deux sont réalisés en faibles quantités et ne sont pas distribués très largement. Dans les cas d'envenimations sévères, une respiration artificielle doit être mise en œuvre.

## Reproduction

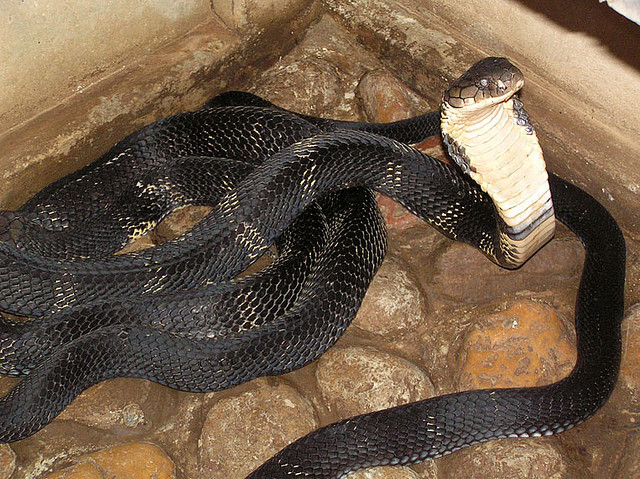
Cobra royal.

Chose exceptionnelle chez les serpents, le couple de cobras royaux reste uni et monogame pendant toute la saison de reproduction. De plus, le cobra royal, ovipare, est le seul serpent à construire un nid pour ses œufs. La femelle se love autour de broussailles sèches (feuilles mortes d'arbres ou de bambou) et en les resserrant, créant un cercle grâce à son grand corps, elle obtient un amas de branchages arrondi qui se réchauffe en se décomposant, ce qui assure aux œufs une température stable.
Elle pond entre 20 et 40 œufs au printemps, deux mois après l'accouplement ; les œufs mettent entre 60 et 80 jours pour éclore. Les jeunes font entre 45 et 60 centimètres à l'éclosion. Ils présentent des bandes blanches et noires et sont déjà venimeux. Comme les cobras royaux sont des mangeurs de serpents par instinct, la femelle cobra royal, affamée par deux mois de jeûne, quitte le nid peu avant l'éclosion des œufs.
Le Cobra royal mâle garde le nid jusqu'à l'éclosion des petits, patrouillant dans une vaste zone autour du nid, ce qui constitue un comportement unique.

## Menaces et protection
Le cobra royal étant situé en haut de la chaine alimentaire parmi les serpents, il est naturellement moins abondant que les autres espèces, ce qui rend ses populations sensibles aux perturbations. 
Dans de nombreuses parties de son aire de distribution l'espèce est souvent considérée comme peu commune voire menacée. Les menaces principales sont la destruction et la fragmentation de ses habitats, la collecte illégale ainsi que les persécutions dont il fait l'objet. Il est cependant encore considéré comme une espèce commune et répandue dans les pays ou régions qui le protègent efficacement, comme en Thaïlande.
Il est classé comme Vulnérable à l'échelle mondiale par l'UICN et il est inscrit sur l'annexe II de la CITES gérant le commerce international des espèces menacées.

## Publications originales
- Cantor, 1836 : Sketch of undescribed hooded serpent with fangs and maxillar teeth. Asiatic Researches, Calcutta, vol. 19, p. 87-94.
- Günther, 1864 : The reptiles of British India. p. 1-452 (texte intégral).